# Green Book : Sur les routes du Sud
Ne doit pas être confondu avec Green Card (film).
Pour plus de détails, voir Fiche technique et Distribution.
Green Book : Sur les routes du Sud ou Le Livre de Green au Québec (titre original : Green Book) est un film américano-chinois réalisé par Peter Farrelly, sorti en 2018. Il s'agit d'un film biographique sur une tournée réalisée dans les États du Sud en 1962 par le pianiste Don Shirley et son chauffeur et garde du corps Tony Vallelonga, dit Tony Lip. Premier film du réalisateur sans son frère Bobby, il obtient de nombreuses récompenses, notamment trois Oscars, dont celui du meilleur film.

## Synopsis
L'histoire se déroule aux États-Unis en 1962. Frank Vallelonga, surnommé « Tony la tchatche », un videur italo-américain de New York, cherche un emploi après la fermeture pour rénovation du Copacabana, la boîte de nuit où il travaillait. Il est invité à un entretien par le Dr Don Shirley, un pianiste d'origine jamaïcaine qui cherche un chauffeur pour une tournée de huit semaines à travers le Midwest et le Sud profond. Don engage Tony grâce à ses références. Ils partent et prévoient de revenir à New York pour le réveillon de Noël. La compagnie de Don donne à Tony une copie du The Negro Motorist Green Book, un guide pour les voyageurs afro-américains indiquant des motels, restaurants et stations-service qui autorisent la fréquentation de personnes de couleur.
La tournée commence par le Midwest pour ensuite se diriger vers le sud des États-Unis. Au début du voyage, Tony et Don ne s'entendent pas bien : Don est dégoûté par les habitudes de Tony et ce dernier est agacé lorsqu'on lui demande d'être plus raffiné. Alors que la tournée continue, Tony est impressionné par le talent de pianiste de Don et prend de plus en plus conscience du traitement discriminatoire que Don subit de ses hôtes et du public, lorsqu'il n'est pas sur scène. Un soir, dans un bar, un groupe d'individus menace Don. Après que Tony soit venu à son secours, il lui ordonne de ne plus sortir sans lui le reste de la tournée.
Tout au long du périple, Don aide Tony à écrire des lettres à sa femme, en le corrigeant sur les tournures de phrase, afin qu'elle soit plus touchée par ses propos. Dans une ville du Sud, Don est appréhendé dans la piscine d'un YMCA avec un jeune homme. Tony propose un pot-de-vin aux policiers, afin qu'ils laissent repartir le musicien. Don est agacé par le fait que Tony ait, en quelque sorte, récompensé ces policiers qui l'ont maltraité. Plus tard, les deux compères sont arrêtés par une patrouille de police lors d'un contrôle du véhicule dans une sundown town au cours duquel Tony frappe le policier qui l'a insulté. Pendant leur garde à vue, Don demande à appeler son avocat : il appelle en fait le procureur général des États-Unis, Robert Francis Kennedy, qui appelle à son tour le gouverneur de l'État afin qu'ils soient libérés. Don est contrarié qu'il ait dû déranger Kennedy, qui travaille d'arrache-pied avec son frère, le Président John Fitzgerald Kennedy, pour faire avancer les droits des minorités, simplement parce que Tony a perdu son sang-froid.

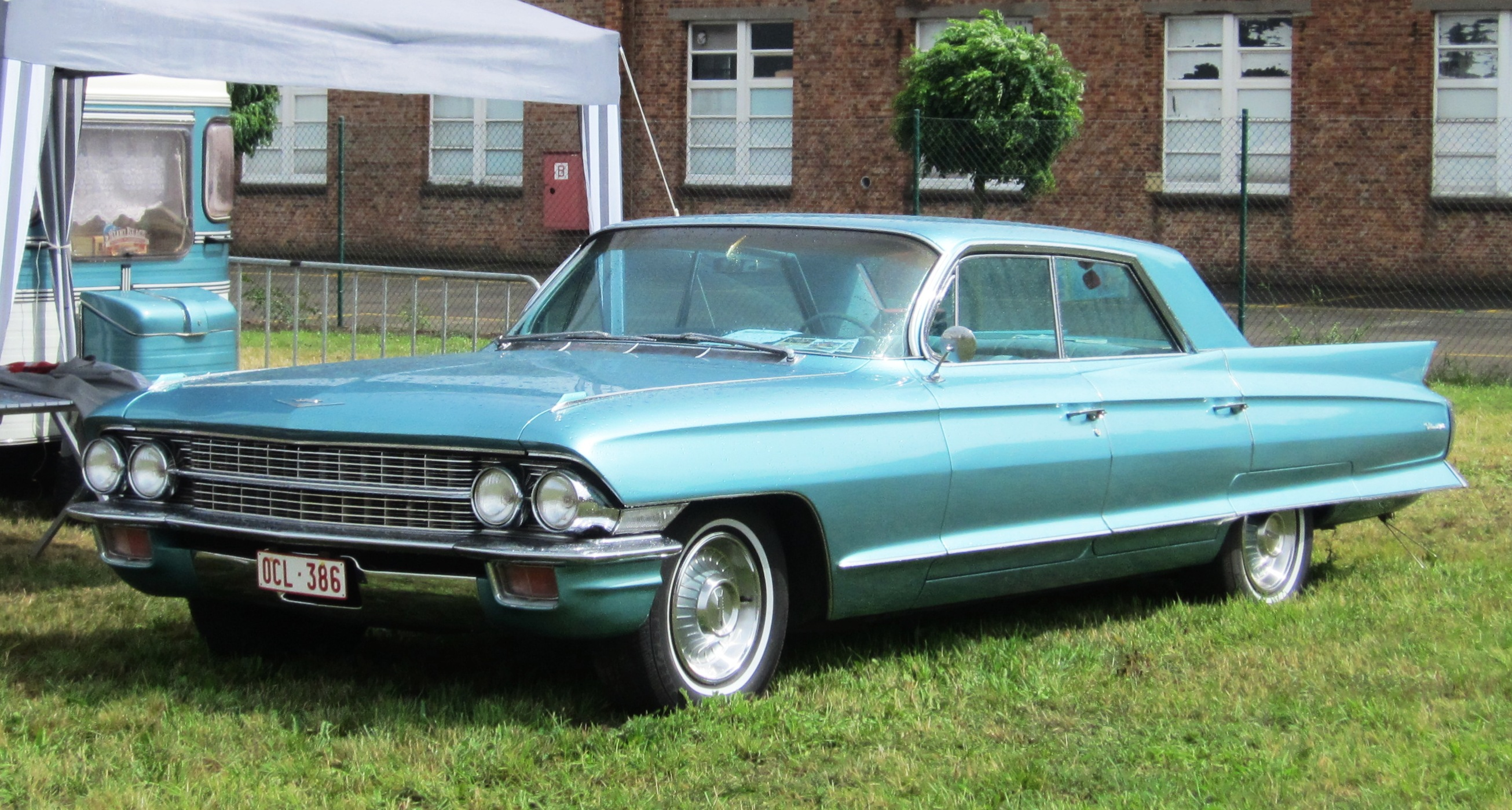
Une Cadillac DeVille 1962, semblable à celle utilisée dans le film.

Le soir du dernier concert de la tournée, à Birmingham, en Alabama, Don se voit refuser l'entrée de la salle de réception du country club, réservée aux Blancs, la salle même où il doit se produire. Il peut faire son choix de menu mais doit manger ensuite dans le cagibi qui lui sert de loge. Tony essaie d'abord de convaincre Don de céder, disant que c'est la dernière date avant de rentrer, puis menace le propriétaire, avant d'être calmé par Don, qui dit que c'est Tony qui décidera s'il jouera ou non. Tony part alors, suivi de Don. Il emmène Don, toujours vêtu de sa chemise et de sa queue-de-pie, dans un petit bar populaire de blues, le Orange Bird, où ce dernier impressionne le public par son interprétation au piano du Vent d'hiver de Frédéric Chopin. Il est ensuite rejoint par les autres membres d'un groupe de blues alors que les spectateurs se mettent à danser.
Tony et Don retournent ensuite vers le nord pour arriver à New York à temps pour le réveillon de Noël. Alors qu'ils roulent sur une route très enneigée, ils sont arrêtés par un policier qui, à leur grande surprise, n'est qu'un officier de la Maryland State Police qui veut simplement signaler à Tony que son pneu est crevé. Un peu plus tard, Tony déclare qu'il est trop fatigué pour conduire sous la neige et qu'il s'arrêtera à l'aire suivante. Le soir même, la voiture arrive dans le Bronx, avec Don au volant et Tony endormi sur la banquette arrière. Don réveille Tony, qui l'invite à fêter Noël avec sa famille, mais Don se contente de lui souhaiter un joyeux Noël avant de rentrer chez lui. Tony rentre alors seul aussi chez lui : il est accueilli chaleureusement par sa famille, qu'il est très heureux de revoir après tout ce temps. Dans la soirée, Don arrive chez Tony avec une bouteille de champagne. Tony l'embrasse, puis sa femme, qui lui murmure des remerciements pour avoir aidé Tony à écrire les lettres qu'il lui a envoyées pendant cette longue tournée de deux mois.

## Fiche technique
Sauf indication contraire, les informations mentionnées dans cette section peuvent être confirmées par les bases de données cinématographiques IMDb et Allociné,  présentes dans la section « Liens externes ».
- Titre original : Green Book
- Titre français : Green Book : Sur les routes du Sud
- Titre québécois : Le Livre de Green[2]
- Réalisation : Peter Farrelly
- Scénario : Brian Hayes Currie, Peter Farrelly et Nick Vallelonga
- Musique : Kristopher Bowers (en)
- Direction artistique : Scott Plauche
- Décors : Tim Galvin
- Costumes : Betsy Heimann
- Photographie : Sean Porter
- Son : Andrew DeCristofaro, Tony Lamberti, Mark Paterson, Richard Schexnayder[3], Drew Webster
- Montage : Patrick J. Don Vito
- Production : Jim Burke, Brian Hayes Currie, Peter Farrelly, Nick Vallelonga et Charles B. Wessler
  - Production déléguée : Steven Farneth, Jonathan King, Kwame Parker, Jeff Skoll, John Sloss et Octavia Spencer
  - Coproduction : J.B. Rogers et Ted Virtue
- Sociétés de production :
  - États-Unis : Amblin Partners[3], Dreamworks Pictures, Innisfree Pictures, Louisiana Entertainment, Participant et Wessler Entertainment, en association avec Cinetic Media
  - Chine : en association avec Alibaba Pictures Group
  - Corée du Sud : Nova Media
- Sociétés de distribution : Universal Pictures (États-Unis) ; China Film Group Corporation (Chine) ; CJ Entertainment (Corée du Sud) ; Metropolitan Filmexport (France) ; Starway Film Distribution (Belgique) ; Ascot Elite Entertainment Group (Suisse romande) ; Universal Pictures Canada (Québec)
- Budget : 23 millions USD[4],[5]
- Pays de production :  États-Unis,  Chine[6],[N 1]
- Langues originales : anglais, italien, russe, allemand
- Format : couleur — Codex Digital (en) — 2,00:1 — son Dolby Digital 5.1 / Dolby Surround 7.1 / SDDS / DTS (DTS: X)
- Genre : biopic, comédie, drame, musical
- Durée : 130 minutes
- Dates de sortie[7] :
  - Canada : 11 septembre 2018 (festival international du film de Toronto) ; 21 novembre 2018 (sortie nationale)[2]
  - États-Unis : 4 octobre 2018 (Festival du film de Mill Valley) ; 6 octobre 2018 (Festival international du film des Hamptons) ; 21 novembre 2018 (sortie nationale)
  - Corée du Sud : 9 janvier 2019
  - France, Suisse romande : 23 janvier 2019[8],[9]
  - Belgique : 30 janvier 2019[10]
  - Chine : 1er mars 2019
- Classification[11] :
  - États-Unis : accord parental recommandé, film déconseillé aux moins de 13 ans (PG-13 - Parents Strongly Cautioned)[N 2]
  - Chine : pas de système
  - Corée du Sud : 12 ans ans et plus. Les publics mineurs accompagnés d'un parent ou d'un tuteur sont autorisés (12)
  - France : tous publics[12]
  - Belgique : potentiellement préjudiciable jusqu'à 12 ans (Mogelijk schadelijk voor kinderen onder de 12 jaar)[10],[13]
  - Suisse romande : interdit aux moins de 12 ans[14]
  - Québec : tous publics (G - General Rating)[2]

## Distribution
- Viggo Mortensen (VF : Bernard Gabay ; VQ : Pierre Auger) : Tony « la tchatche » Vallelonga, le chauffeur
- Mahershala Ali (VF : Daniel Lobé ; VQ : Daniel Picard) : Don Shirley, le pianiste
- Linda Cardellini (VF : Déborah Perret ; VQ : Julie Burroughs) : Dolores Venere, la femme de Tony Vallelonga
- Dimiter Marinov (VF : Miglen Mirtchev) : Oleg, le violoncelliste
- Mike Hatton : George Dyer, le contrebassiste
- Iqbal Theba (VQ : Benoît Éthier) : Amit, le majordome de Don Shirley
- Sebastian Maniscalco (VF : Luc Florian ; VQ : Gilbert Lachance) : Johnny Venere, le frère de Dolores
- Frank Vallelonga (VF : Paul Borne ; VQ : Maxime Allard) : Rudy Vallelonga
- P. J. Byrne : le producteur exécutif de la maison de disques
- Tom Virtue (VF : Jean-Pol Brissart) : Morgan Anderson, le directeur de l'hôtel
- Randal Gonzalez : Gorman
- Don Stark : Jules Podell
- David An : Bobby
- Brian Stepanek (VF : Pascal Germain ; VQ : François Trudel) : Graham Kindell

 Source et légende : version québécoise (VQ) sur Doublage.qc.ca

## Production

### Genèse
Le film emprunte son titre à un guide de voyage intitulé The Negro Motorist Green Book, qui fut publié chaque année entre 1936 et 1966 par un postier afro-américain de New York, Victor Hugo Green. Ce livre recensait les commerces, les stations-service et autres établissements qui ne discriminaient pas les Afro-Américains à cause des lois ségrégationnistes en vigueur jusqu'en 1964. Couvrant la majeure partie de l’Amérique du Nord ainsi que les Caraïbes et les Bermudes, le guide permettait aux voyageurs noirs de planifier au mieux leur voyage.

### Tournage
Le tournage a commencé en novembre 2017 et a eu lieu à La Nouvelle-Orléans.
Viggo Mortensen a accepté de prendre 20 kg pour jouer le rôle principal du film.

## Accueil

### Accueil critique
En France, le site Allociné recense une moyenne des critiques presse de 4⁄5, et des critiques spectateurs à 4,6⁄5.
Première écrit : « Pour son premier long en solo, Peter Farrelly signe une réflexion sur le racisme, entre gravité et humour porté par le duo Mortensen-Ali. »
Tout comme Le Figaro : « Peter Farrelly plonge dans l'Amérique de la ségrégation en mettant en scène un duo d'acteurs formidables. »

### Box-office
| Pays ou région    | Box-office        | Date d'arrêt du box-office | Nombre de semaines |
| ----------------- | ----------------- | -------------------------- | ------------------ |
| États-Unis Canada | 85 080 171 USD    | 28 avril 2019              | 24                 |
| France            | 2 090 550 entrées | 11 juin 2019               | 20                 |
| Total mondial     | 321 752 656 USD   | -                          | -                  |

## Distinctions

### Récompenses
- Festival international du film de Toronto 2018 : prix du public
- British Academy Film Awards 2019 : Meilleur acteur dans un second rôle pour Mahershala Ali
- Golden Globes 2019 :
  - Meilleur film musical ou comédie
  - Meilleur acteur dans un second rôle pour Mahershala Ali
  - Meilleur scénario pour Peter Farrelly, Brian Hayes Currie et Nick Vallelonga
- Oscars 2019 :
  - Oscar du meilleur film
  - Oscar du meilleur scénario original pour Nick Vallelonga, Brian Currie et Peter Farrelly
  - Oscar du meilleur acteur dans un second rôle pour Mahershala Ali

### Nominations
- British Academy Film Awards 2019 :
  - Meilleur film
  - Meilleur acteur pour Viggo Mortensen
  - Meilleur scénario original pour Brian Hayes Currie, Peter Farrelly et Nick Vallelonga
- Oscars 2019 :
  - Oscar du meilleur acteur pour Viggo Mortensen
  - Oscar du meilleur montage pour Patrick Don Vito

### Réaction après les Oscars
L'annonce de Green Book comme meilleur film aux Oscars de 2019 est controversée. Plusieurs médias affirment que c'est le pire film ayant eu la récompense depuis Shakespeare in Love en 1999 et Crash en 2005. Les principaux reproches sont la pauvreté de la mise en scène, l'histoire peu originale et le personnage de Viggo Mortensen perçu comme un cliché du sauveur blanc.
Le traitement du film est considéré par plusieurs comme étant maladroit puisque, contrairement à d'autres film nommés la même année ayant un personnage noir comme personnage principal, Green Book met en scène le point de vue d'un homme blanc sur la vie d'un homme noir.
À la suite de l'annonce, Spike Lee, présent pour BlacKkKlansman, quitte la salle avant la fin de la cérémonie.

## Éditions en vidéo
- En France, le film Green Book : Sur les routes du Sud est sorti en DVD, Blu-ray et en 4K Ultra HD + Blu-ray le 23 mai 2019[26],[27],[28], puis en VOD le 13 octobre 2019[8].
- Au Québec, le film est sorti en DVD / Blu-ray le 5 mars 2019[29].

## Autour du film
Le film est un road movie, une grande tournée musicale de Don Shirley qui traverse depuis New York les États américains de l'Ohio, de l'Indiana, du Kentucky, de l'Arkansas et de la Louisiane, avant de revenir à New York en une seule étape.
Le fils de Tony et Dolores Vallelonga, Frank Jr., apparaît comme son propre oncle Rudy, tandis que leur plus jeune fils (coproducteur et coscénariste du film) Nick apparaît dans le rôle du mafieux Augie. Le vrai Rudy Vallelonga apparaît comme son propre père Nicholas Vallelonga.